# Murmanskfronten
Murmanskfronten eller Litsafronten, også benævnt Nordfronten, er en betegnelse for krigshandlingerne og frontafsnittet mellem Tyskland og Sovjetunionen i det nordlige Finland og nordvestlige Rusland under 2. verdenskrig. Frontlinjen gik på tværs af Litsadalen vest for Murmansk og videre i sydvestlig retning ca. 30 km ind i ingenmandsland. Dette frontafsnit opstod som en del af det tyske angreb på Sovjetunionen og var en del af Laplandskrigen.
Murmanskfronten udgjorde dermed den nordligste del af Østfronten, som strakte sig fra Barentshavet til Kaukasus. Kampene på dette frontafsnit kan delvis ses som en del af fortsættelseskrigen, da de militære styrker stod på begge sider under den samme kommando, men de strategiske mål var forskellige.

## Baggrund
De tyske styrker stod i Lapland efter, at Norge blev okkuperet under Operation Weserübung. Kontrol af den norske kystlinje blev af begge de krigsførende parter anset som vigtig for forsyningskonvojerne til Murmansk.
Da 3.050.000 tyske soldater rykkede ind i Sovjetunionen under Operation Barbarossa den 22. juni 1941, var det nordlige frontafsnit en del af operationen, og de tyske mål var at forhindre Sovjetunionen at bruge dybvandshavnen i Murmansk til forsyninger fra vestlige lande, i første række USA. Murmansk var havn for den omfattende konvojtrafik under hele krigen og helt afgørende for den sovjetiske krigsevne. I alt sejlede der 78 konvojer mellem august 1941 og maj 1945. De fleste af disse gik til Murmansk og havnene omkring, men enkelte gik videre til Hvidehavet.
Siden 18. juni 1941 var finske og tyske soldater blevet forflyttet i det skjulte nærmere den sovjetiske grænse i Nordfinland og i Finnmark. De sidste dage indsatte finske myndigheder 700 mand til at arbejde på de dårlige veje i området, blandt andet forlængelsen af Riksvei 50 fra Kirkenes, de fleste af disse var fanger fra finske fængsler, som fik straffereduktion mod at deltage i arbejdet. Samme nat som Barbarossa startede, rykkede kl. 02:30 tyske styrker ind i Boris Gleb og videre ind i Petsamo-området, den smalle landkorridor, som siden 1920 havde været under finsk kontrol, og som havde sikret Finland adgang til Barentshavet gennem den isfrie havn i Liinakhamari.

## Det tyske angreb
Det tyske angreb under navnet Operation Silberfuchs («Operation sølvræv») i retning Murmansk startede kl. 02:30 den 29. juni 1941 fra positioner ved den finsk-russiske grænse. Silberfuchs var en større offensiv, som også gik ind i Sovjetunionen fra Nordfinland. Den tyske øverstkommanderende var Eduard Dietl, "Helten fra Narvik", som tyskerne kaldte ham, og han havde etableret et hovedkvarter for planlægningen af operationen i Kåfjord i Alta. Selve angrebet på Murmansk havde operationsnavnet Platinfuchs og skulle ledes i felten af Dietl personlig.
Det tyske angreb gik i begyndelsen forventet med nedkæmpelsen af de russiske grænsenære bunkere, men så begyndte vanskelighederne. Det viste sig, at efterretningen, som planlægningen byggede på, ikke var helt pålidelig. Blandt andet viste to formodede veje sig at være en telefonlinje i det ene tilfælde, og en lille grusvej i det andet, det vil sige, at man stod i praksis pludselig uden fremrykningsveje for tropper og udstyr. Det stenede, mosefyldte landskab med talrige bække og vådområder gjorde det umulig at få fart i angrebet, og nær floderne Titovka og Litsa, hvor terrænet var mere kuperet, var som skabt til forsvar.
Større dele af angrebsstyrken måtte afsættes til vejarbejde og forsyning, og slagkraften i angrebet udeblev. Videre gjorde den vanskelige fremkommelighed, at logistikken blev vanskelig for tyskerne, og lange kolonner med soldater og materiel hobede sig op på de dårlige veje fra havnen i Kirkenes og frem mod fronten. På den anden side var de tyske og østrigske bjergjægere, som var sat ind i dette angreb, særlig godt trænede på krigsførelse i vanskeligt terræn. Også de sovjetiske styrker kæmpede med dårlig logistik og især manglende proviantering.
De tyske styrker mødte stadig stærk og indædt modstand fra de sovjetiske styrker, som indledningsvis var en blanding af nogle få enheder fra Den røde hær og frivillige. Men tyskerne fik hjælp af tyk tåge, som lagde sig over området i perioder, og som gjorde, at de kunne rykke helt ind mod de sovjetiske stillinger og udrydde forsvarerne uden at blive opdaget. De sovjetiske soldater forsvarede indædt hver eneste stilling. I nordenden af Titovkasøen lykkedes det tyskerne at sikre sig en større sovjetisk militærlejr med store mængder mad, ammunition og køretøjer.
Dietl fik på dette tidspunkt problemer, da en tysk motorcykelordonnans, som fragtede de tyske angrebsplaner, kørte forkert og blev taget til fange af sovjetiske styrker. Dietl måtte derfor improvisere nye planer samtidig, ligesom han ikke kunne stole på de kort, han var udstyret med. Efter Titovkafloden var det næste mål Litsafloden, den sidste af de to store floder i området, som dannede naturlige forsvarslinjer for de sovjetiske styrker.
Hovedangrebet mod den vigtigste bro over Litsafloden begyndte den 5. juli og mødte stærk modstand. Det lykkedes tyskerne at etablere nogle små brohoveder på østsiden af floden, men de var for små til at kunne udnyttes og måtte atter opgives. Fronten var på dette tidspunkt så tæt på Murmansk, at det var lettere for de sovjetiske styrker at tilføre nye soldater og mere materiel. Samtidig fik de sovjetiske fly efterhånden også herredømmet i luften.
Fra 13. juli til 19. juli, ved det andet angreb over Litsa, kom tyskerne i en spydspids så langt som 6–7 km øst for Litsa og fik ryddet nogle vigtige områder for russere, og det lykkedes at få etableret et nyt brohoved på østsiden af floden. Men tyskerne måtte hele tiden afsætte store dele af styrken til at sikre forsyninger af ammunition, mad og borttransport af sårede. De nåede ikke målet at fordrive russerne og måtte affinde sig med at satse på at danne en forsvarslinje i området. I løbet af juli blev de tyske linjer stadig udsatte for sovjetiske modangreb, som blev slået tilbage med store tab på begge sider.
I tiden 8. september - 16. september gjorde de tyske styrker det tredje og sidste fremstød over Litsa. Man havde jo allerede i juli formået at bide sig fast i bjergområdet på østsiden af floden, men for at styrke stillingen var det nødvendig at flytte frontlinjen til mere ønskede positioner og udvide den noget. Angrebet foregik over en strækning på 18 km fra nord til syd langs Litsa, og man fik dannet en støttepunktslinje, de såkaldte Kampfstützpunkte K1-K9, ca. 6 km syd for Litsas udløb, 7 km øst over og nord over til Litsa-fjorden.
Sydvest for Litsa-floden udbyggede man efterhånden en linje med støttepunkter, som strakte sig 30 km sydvestover mod den finske grænse, de såkaldte Stützpunkte S1-S4 og en række andre.

## Stilstandskrig
Tyskerne opbyggede en støttepunktsfront med udgangspunkt i områderne ved Litsafloden. Mandskabsmangel, naturforhold, klima og forsyningssituationen gjorde større militære operationer vanskelige at gennemføre. Videre krævede forsvarslinjen mod Fiskerhalvøen større ressourcer end oprindelig tænkt. Man indså, at for at nå Murmansk skulle man have haft en tredje division til rådighed, så man kunne angribe med to divisioner og bruge den tredje som reserve og til forsyninger. Denne ekstra division (6. Gebirgs-Division) var godt nok undervejs fra Kreta og til genopbygning i Tyskland i sensommeren 1941, men man ville ikke kunne udnytte dens slagkraft, for det første fordi den havde en vanskelig vej nord over, for det andre fordi den nu måtte indgå som erstatning for 2. Gebirgs-Division, som var meget reduceret, og hvor mandskabet havde behov for en kamppause, for det tredje fordi at det allerede var blevet efterår og næsten vinter inden divisionen var på plads, hvilket logistikmæssigt var krævende med hensyn til udrustning og tilvænning, og for det fjerde at 3. Gebirgs-Division var på vej syd på til andre opgaver, og 6. Gebirgs-Division derfor kun endte som erstatning for denne. Så samlet set fik man aldrig tre divisioner til rådighed.
Men tyskerne prioriterede i det videre forløb at holde styrkerne i området for at sikre nikkel-minerne ved Kolosjoki i Petsamo-området og for at binde sovjetiske styrker på sovjetisk side. Nikkel var et vigtigt metal for krigsproduktionen. Desuden var det vigtigt for Tyskland at sikre den norske kyst mod allierede angreb.

## Tysk tilbagetrækning
Finlands underskrivelse af våbenhvileaftalen med Sovjetunionen den 4./5. september 1944, afsluttede fortsættelseskrigen, og det var klart, at Tyskland måtte trække sine styrker ud af Finland og dermed også fra Murmanskfronten. Det blev først planlagt at trække styrkerne tilbage til en linje ved Karesuando-Ivalo og Petsamo (Operation Birke), men denne plan blev lagt til side, da Lothar Rendulic stærkt påpegede, at de nye forsvarsstillinger ved disse støttepunkter var for svagt udbyggede. Desuden hævdede Albert Speer, at Tyskland ikke var afhængig af nikkelforekomsterne fra området, og tyskerne igangsatte da Operation Nordlicht ("Operation Nordlys") i stedet og trak sig tilbage helt til Lyngen i Troms.
Totalt var det en styrke på 200.000 soldater, tusindvis af krigsfanger, 20.000 køretøjer og 60.000 heste, som skulle ud af Nordfinland, Rusland og Nordnorge. Tyskerne iværksatte den brændte jords taktik for alle de områder, de trak sig ud af under denne operation, både i Rusland, Finland og Norge, for at forhindre, at de sovjetiske styrker fik tilgang til forsyninger. Hitler gratulerede i januar 1945 general Rendulic: "De har reddet Tysklands bedste hær," sagde han.

## Sovjetisk offensiv
Den 7. oktober 1944 gik Den røde hær til modoffensiv med fuld styrke langs hele fronten, og den 18. oktober rykkede de ind i Norge. Den 8. november nåede de floden Tana. Samme dag besluttede tyskerne at evakuere og afbrænde resten af Finnmark og Nord-Troms. I direktivet fra Hitler hed det efter Terbovens opfordring: "Medlidenhed med befolkningen er ikke på sin plads." Lederen af 20. Gebirgsarmee, general Lothar Rendulic, fulgte ordren. Tyske tab under selve Operation Nordlicht var (ifølge tyske kilder) for hele 20. Geb AOK: 2.150 døde, 6.361 sårede og 4.068 savnede, i alt 12.579 mand af en total styrke på 200.000 mand.
Sovjetunionen overtog efter dette blandt andet Petsamo-området fra Finland, mens de gamle norsk-russiske grænseområder blev igen som angivet i grænsekonventionen af 1826 og en krænkelse af freden i Tartu. Formelt blev dette bekræftet i Paristraktaterne af 1947, i strid med Atlanterhavserklæringens løfter.